# Xarope de ácer
Xarope de ácer ou xarope de bordo é um doce xarope feito a partir da seiva de árvores de bordo. Em climas frios, essas árvores armazenam amido em seus troncos e raízes antes do inverno; o amido é então convertido em açúcar que se eleva na seiva no final do inverno e início da primavera. A seiva das árvores de bordo é extraída perfurando-se furos em seus troncos e coletando-a, sendo processada por aquecimento para evaporar grande parte da água, resultando no xarope concentrado.
O xarope de bordo foi produzido pela primeira vez pelos povos indígenas do nordeste da América do Norte. A prática foi adotada pelos colonos europeus, que gradualmente modificaram os métodos de produção. Melhorias tecnológicas na década de 1970 aperfeiçoaram ainda mais o processamento do xarope. Quase todo o xarope de bordo do mundo é produzido no Canadá e nos Estados Unidos.
O xarope de bordo é classificado de acordo com sua cor e sabor. A sacarose é o açúcar mais prevalente no xarope de bordo. No Canadá, os xaropes devem ser produzidos exclusivamente a partir de seiva de bordo para se qualificarem como xarope de bordo e devem conter pelo menos 66% de açúcar. Nos Estados Unidos, um xarope deve ser produzido quase exclusivamente a partir de seiva de bordo para ser rotulado como "maple", embora estados como Vermont e Nova Iorque tenham definições mais restritivas.
O xarope de bordo é frequentemente usado como condimento para panquecas, waffles, rabanadas, aveia ou mingau. Também é utilizado como ingrediente em produtos de panificação e como adoçante ou agente aromatizante.

## Fontes

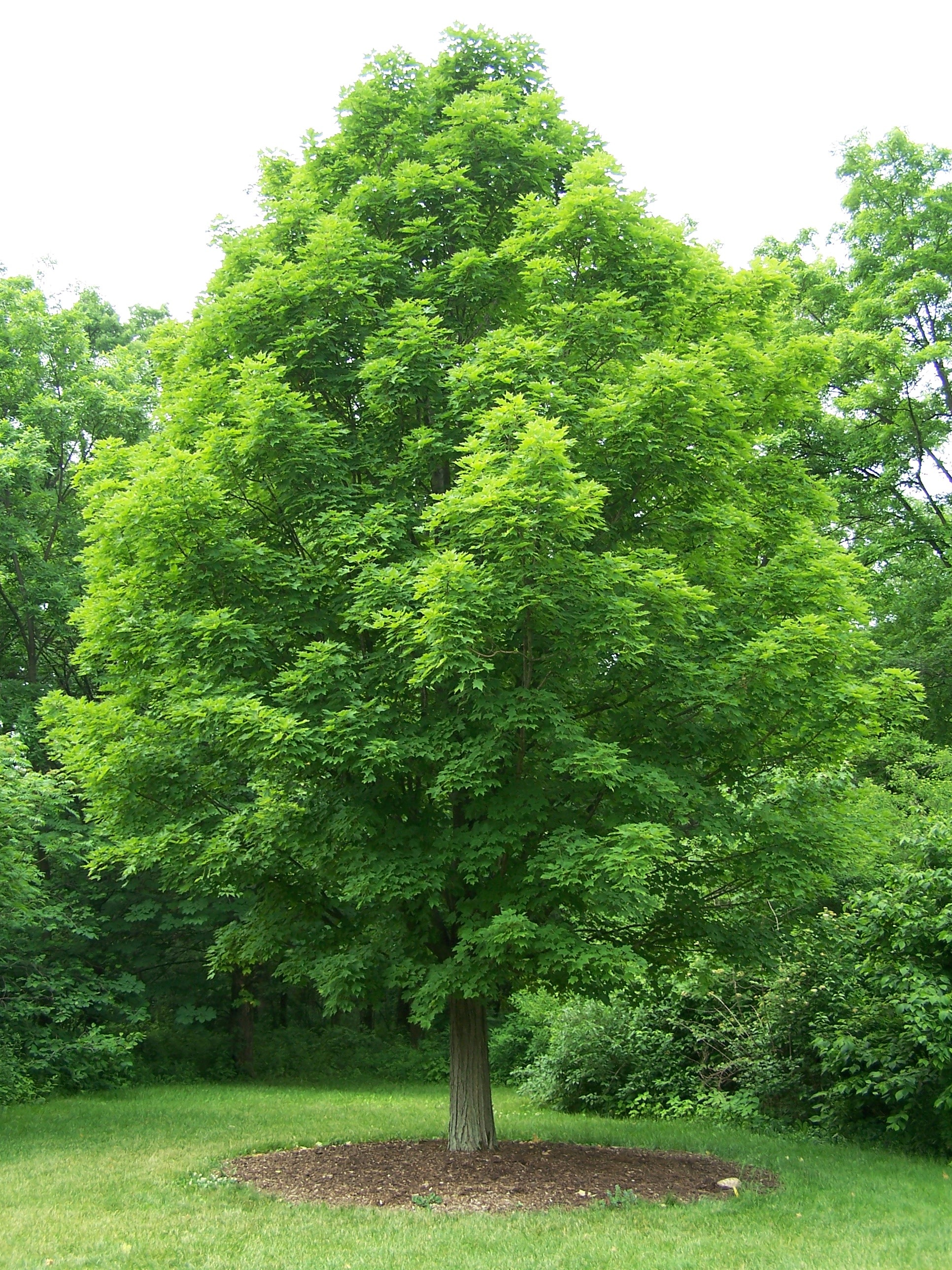
Uma árvore de bordo-doce

## História

### Povos indígenas

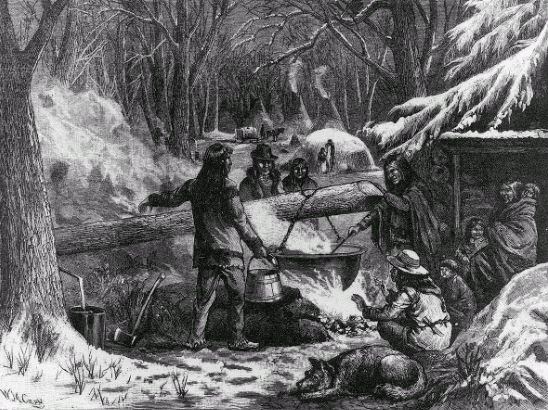
Sugar-Making Among the Indians in the North (ilustração do século XIX)

Os povos indígenas que viviam no nordeste da América do Norte foram os primeiros grupos conhecidos a produzir xarope de bordo e açúcar de bordo. Segundo tradições orais indígenas, bem como evidências arqueológicas, a seiva de bordo já era processada em xarope muito antes da chegada dos europeus à região. Não existem relatos autenticados de como a produção e o consumo de xarope de bordo começaram, mas várias lendas existem; uma das mais populares envolve o uso de seiva de bordo no lugar de água para cozinhar carne de veado servida a um chefe. As tribos indígenas desenvolveram rituais em torno da fabricação de xarope, celebrando a Lua do Açúcar com uma Dança do Bordo. Muitos pratos tradicionais indígenas substituíram o sal típico da culinária europeia pelo xarope de bordo.

### Colonizadores europeus

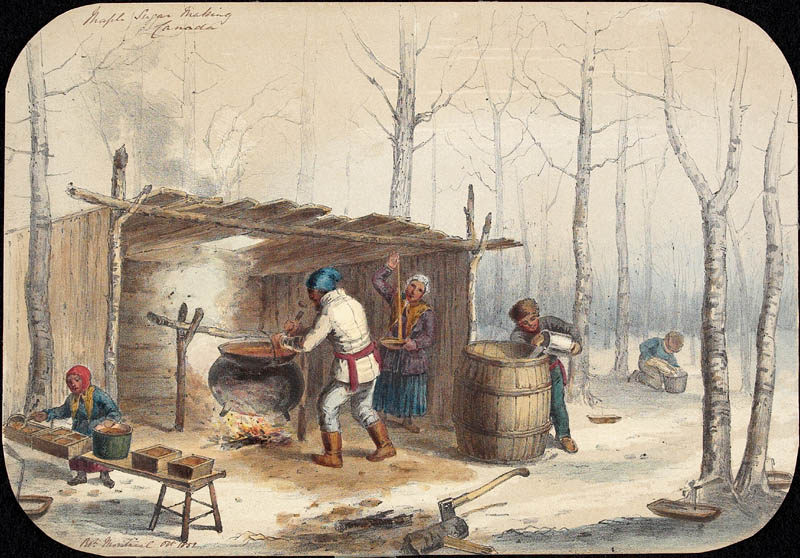
Fabricação de açúcar em Montreal, outubro de 1852

Nos estágios iniciais da colonização europeia no nordeste da América do Norte, os povos indígenas locais mostraram aos colonos como extrair a seiva perfurando os troncos de certos tipos de bordo durante o degelo da primavera. André Thevet, o "Cosmógrafo Real da França", escreveu sobre Jacques Cartier bebendo seiva de bordo durante suas viagens ao Canadá. Em 1680, colonos europeus e comerciantes de peles estavam envolvidos na coleta de produtos de bordo. Contudo, em vez de fazer incisões na casca, os europeus utilizavam a técnica de perfurar buracos nos troncos com brocas. Antes do século XIX, a seiva de bordo processada era utilizada principalmente como fonte de açúcar concentrado, tanto em forma líquida quanto cristalizada, já que o açúcar de cana precisava ser importado das Índias Ocidentais.
Os grupos de coleta de seiva de bordo geralmente começavam a operar no início do degelo da primavera em regiões de matas com número suficiente de bordos. Os produtores de xarope primeiro perfuravam furos nos troncos, geralmente mais de um furo por árvore grande; então inseriam bicos de madeira nos furos e penduravam um balde de madeira na extremidade de cada bico para coletar a seiva. Os baldes eram comumente fabricados cortando-se segmentos cilíndricos de um grande tronco e escavando o núcleo de cada segmento por uma extremidade, criando um recipiente contínuo e à prova d’água. A seiva enchia os baldes e era então transferida para recipientes maiores (barris, grandes panelas ou troncos ocos), muitas vezes montados em trenós ou carroças puxados por animais de tração ou transportada em baldes ou outros recipientes convenientes. Os baldes de coleta de seiva eram devolvidos aos bicos montados nas árvores, e o processo repetia-se enquanto o fluxo de seiva permanecesse "doce". À medida que o clima continua a esquentar, o processo biológico normal de bordo no início da primavera acaba alterando o sabor da seiva, tornando-a intragável, possivelmente devido a um aumento de aminoácidos.
O processo de fervura era muito demorado. A seiva coletada era transportada de volta ao acampamento base do grupo, onde era então vertida em grandes recipientes (geralmente de metal) e fervida até atingir a concentração desejada. A seiva era normalmente transportada em grandes barris puxados por cavalos ou bois até um ponto central de coleta, onde era processada seja sobre uma fogueira ao ar livre, seja dentro de um abrigo construído para esse fim (o "sugar shack").

### Desde 1850

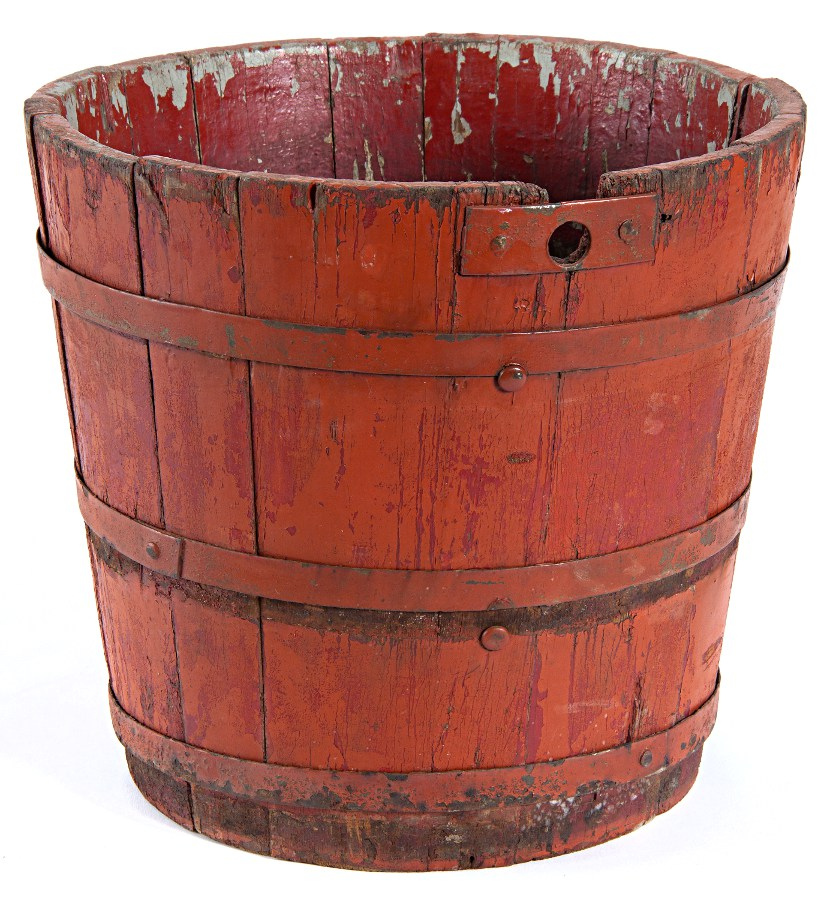
Um balde usado para coletar seiva, construído c. 1820

Por volta da época da Guerra Civil Americana (1861–1865), os produtores de xarope passaram a usar grandes chapas de metal planas como panelas de evaporação, pois eram mais eficientes para ferver do que as pesadas e arredondadas chaleiras de ferro, devido a uma maior área de superfície para evaporação. Nessa época, o açúcar de cana substituiu o açúcar de bordo como o adoçante dominante nos Estados Unidos; como resultado, os produtores concentraram seus esforços de marketing no xarope de bordo. O primeiro evaporador, usado para aquecer e concentrar a seiva, foi patenteado em 1858. Em 1872, foi desenvolvido um evaporador com duas panelas e um arco metálico ou câmara de combustão, o que diminuiu consideravelmente o tempo de fervura. Por volta de 1900, os produtores dobraram o estanho que formava o fundo de uma panela em uma série de condutos, o que aumentou a área aquecida da panela e novamente diminuiu o tempo de fervura. Alguns produtores também adicionaram uma panela de acabamento, um evaporador de carga separada, como estágio final no processo de evaporação.
Os baldes começaram a ser substituídos por sacos plásticos, o que permitiu que se visse à distância a quantidade de seiva coletada. Os produtores de xarope também passaram a usar tratores para transportar tanques de seiva das árvores perfuradas (o chamado sugar bush) até o evaporador. Alguns produtores adotaram sistemas motorizados de sangria e tubulações metálicas para conduzir a seiva da árvore até um recipiente central de coleta, mas essas técnicas não foram amplamente utilizadas. Os métodos de aquecimento também se diversificaram: produtores modernos utilizam madeira, óleo, gás natural, propano ou vapor para evaporar a seiva. Métodos modernos de filtração foram aperfeiçoados para evitar a contaminação do xarope.

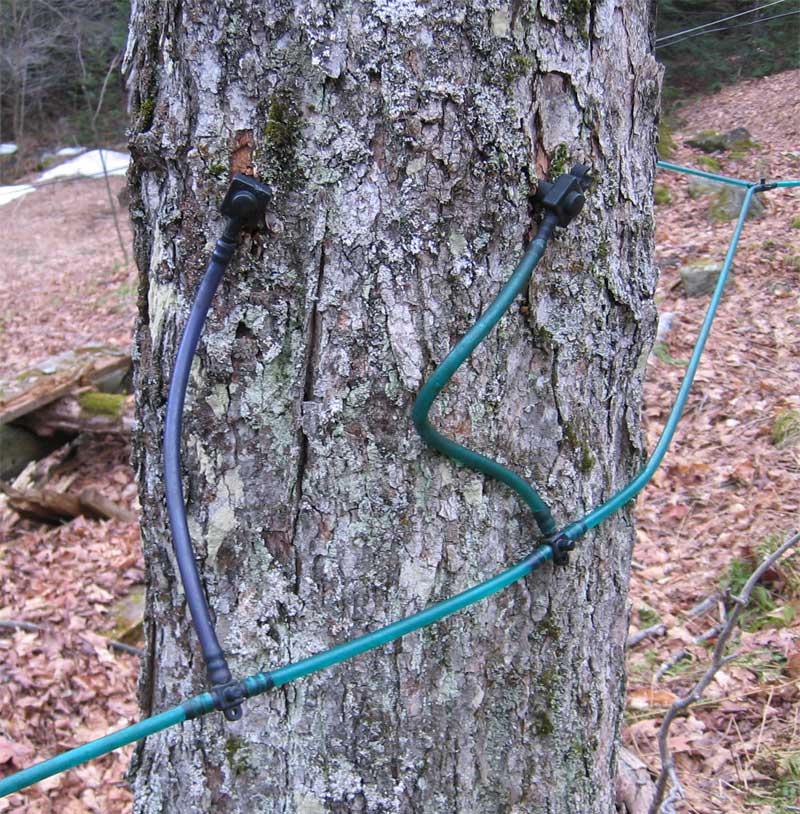
Dois extratores em uma árvore de bordo, usando tubulação plástica para coleta de seiva

Durante a década de 1970, ocorreram inúmeras mudanças tecnológicas. Sistemas de tubulação plástica que estavam em fase experimental desde o início do século foram aperfeiçoados, e a seiva passou a ir diretamente da árvore para a casa de evaporação. Foram adicionadas bombas de vácuo aos sistemas de tubulação, e foram desenvolvidos pré-aquecedores para reciclar o calor perdido no vapor. Os produtores desenvolveram máquinas de osmose reversa para retirar parte da água da seiva antes de ela ser fervida, aumentando a eficiência do processamento.
Desde então, foram desenvolvidas melhorias na tubulação e nas bombas de vácuo, novas técnicas de filtragem, pré-aquecedores "supercarregados" e melhores recipientes de armazenamento. As pesquisas continuam em controle de pragas e no aprimoramento do manejo de bosques. Em 2009, pesquisadores da Universidade de Vermont apresentaram um novo tipo de bico que impede o refluxo de seiva para dentro da árvore, reduzindo a contaminação bacteriana e evitando que a árvore tente curar o furo perfurado. Experimentos mostram que pode ser possível usar mudas em uma plantação em vez de árvores maduras, aumentando significativamente a produtividade por acre. Como resultado do menor diâmetro das árvores, ciclos diurnos de congelamento e descongelamento mais suaves são necessários para que a árvore congele e descongele, o que possibilita a produção de seiva em condições climáticas mais amenas fora do nordeste da América do Norte.

## Processamento

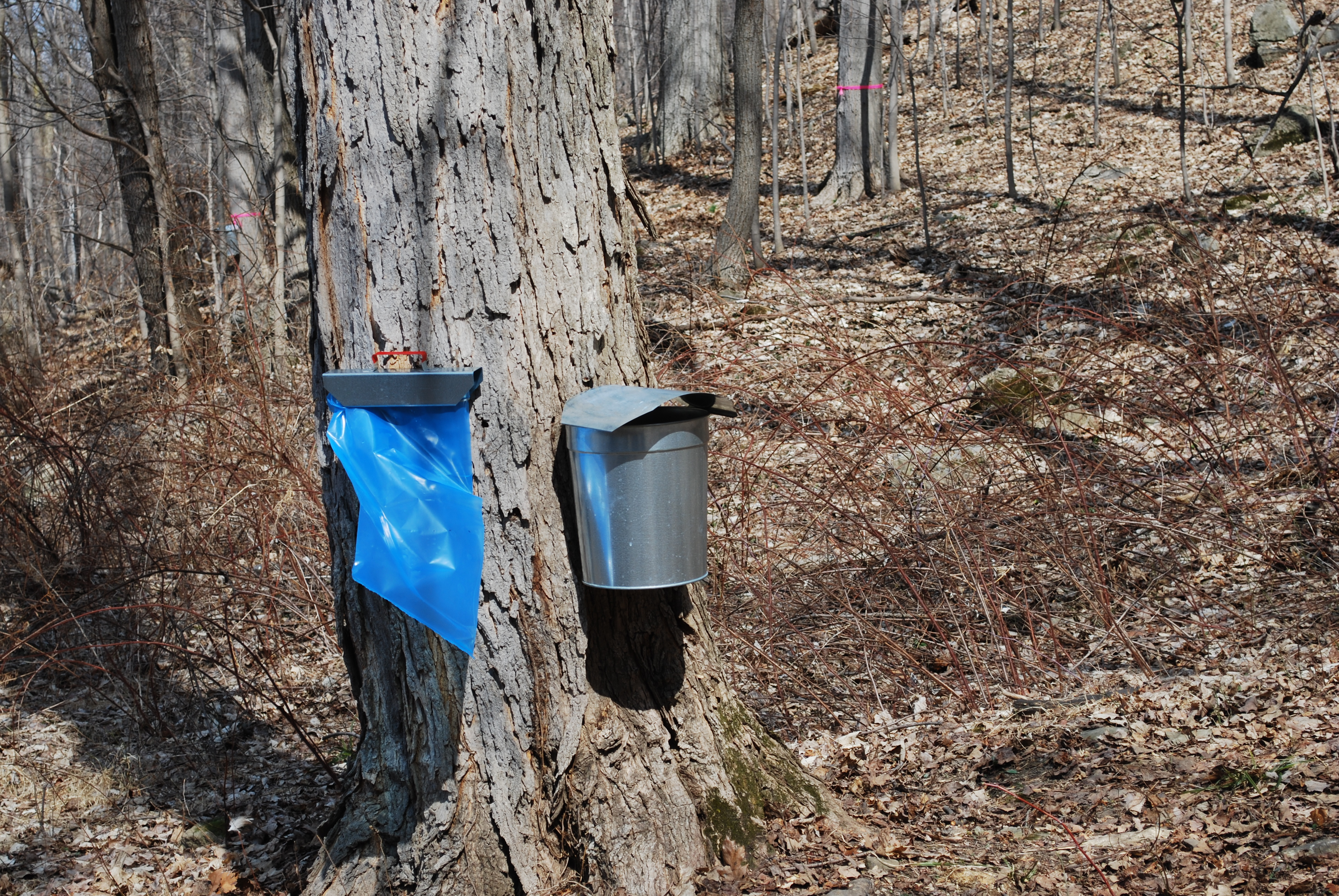
A sangria tradicional com balde e uma sangria com saco plástico

Os métodos de evaporação em panelas abertas foram simplificados desde os dias coloniais, mas permanecem basicamente inalterados. A seiva deve primeiro ser coletada e fervida para se obter o xarope. O xarope de bordo é produzido fervendo-se entre 20 e 50 volumes de seiva (dependendo de sua concentração) sobre uma fogueira aberta até se obter 1 volume de xarope, geralmente a uma temperatura 4.1 C acima do ponto de ebulição da água. Como o ponto de ebulição da água varia com mudanças na pressão atmosférica, o valor correto para água pura é determinado no local de produção do xarope cada vez que se inicia a evaporação e periodicamente ao longo do dia. O xarope pode ser fervido totalmente sobre uma única fonte de calor ou pode ser transferido para lotes menores e fervido em temperatura mais controlada. Frequentemente adicionam-se antiespumantes durante a fervura.
A fervura do xarope é um processo rigorosamente controlado, que garante o teor de açúcar apropriado. O xarope fervido por tempo excessivo acabará cristalizando, enquanto o mal fervido ficará aguado e estragará rapidamente. O xarope final possui densidade de 66° na escala Brix (uma escala hidrométrica usada para medir soluções açucaradas). Em seguida, o xarope é filtrado para remover o precipitado conhecido como "areia de açúcar", cristais formados em grande parte por açúcar e malato de cálcio. Esses cristais não são tóxicos, mas criam uma textura "arenosa" no xarope se não forem filtrados.
Além dos métodos de evaporação em panelas abertas, muitos grandes produtores usam o procedimento de osmose reversa mais eficiente em termos de combustível para separar a água da seiva. Produtores menores também podem usar a osmose reversa em batelada recirculante, sendo a operação mais eficiente em energia aquela que eleva a concentração de açúcar a 25% antes da fervura. O teor de açúcar da seiva é altamente variável e flutua até mesmo na mesma árvore.
O xarope filtrado é classificado e embalado ainda quente, geralmente a uma temperatura de 82 °C (180 °F) ou superior. Os recipientes são virados após o selamento para esterilizar a tampa com o xarope quente. As embalagens podem ser de metal, vidro ou plástico revestido, dependendo do volume e do mercado-alvo. O xarope também pode ser aquecido por mais tempo e processado adicionalmente para criar uma variedade de outros produtos de bordo, incluindo açúcar de bordo, manteiga de bordo ou creme de bordo e doce de bordo ou taffy.

### Sabores indesejados
Os sabores indesejados podem às vezes se desenvolver durante a produção de xarope de bordo, resultantes de contaminantes no equipamento de fervura (como desinfetantes), microrganismos, produtos de fermentação, sabores metálicos de lata e “seiva buddy”, um sabor indesejado que ocorre no final da temporada de xarope, quando a brotação das árvores já começou. Em algumas circunstâncias, é possível remover sabores indesejados por meio de processamento.

## Produção

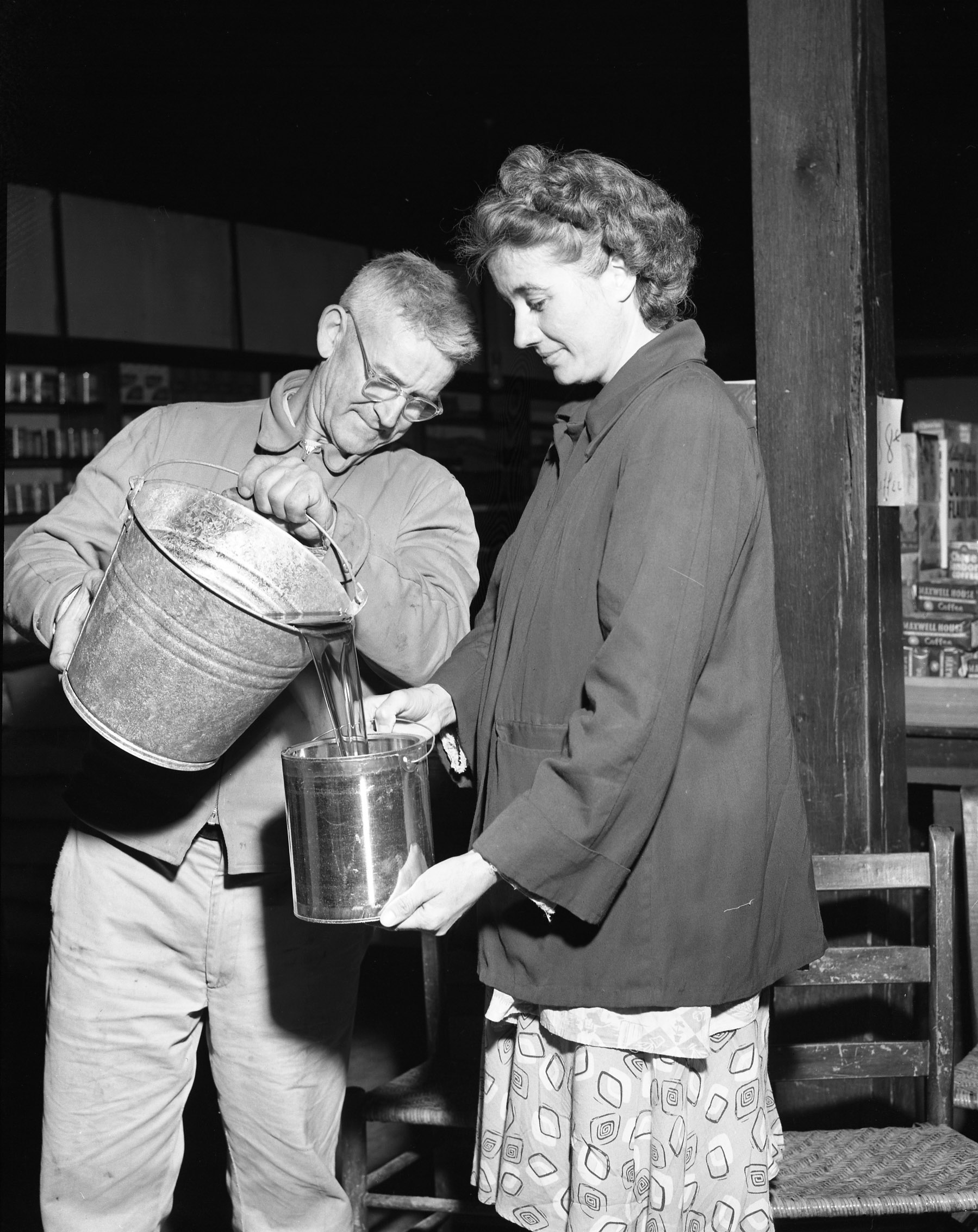
Derramando a seiva

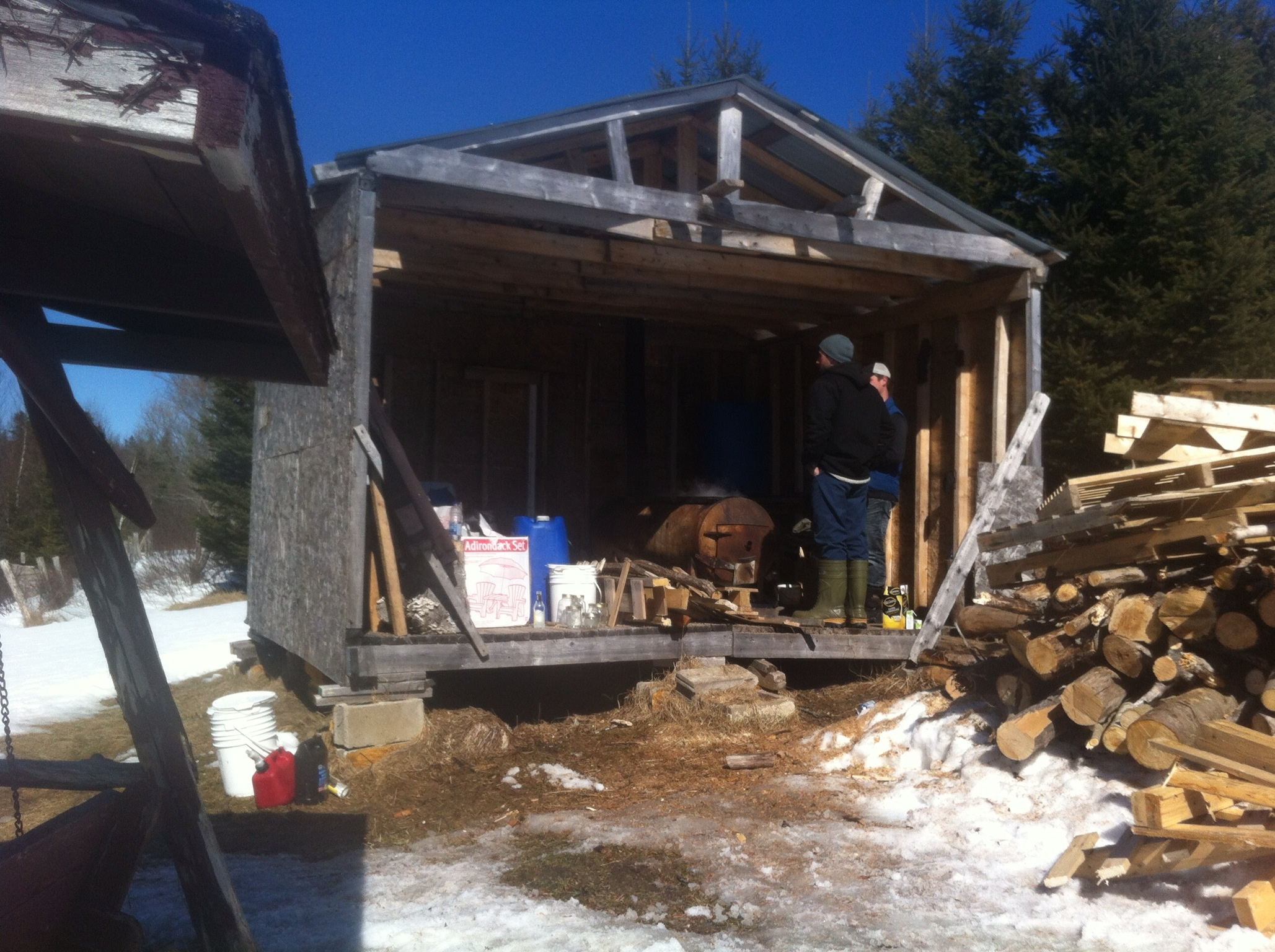
Uma “cabana de açúcar” onde a seiva está fervendo.

Regiões de produção de xarope de bordo no sudeste do Canadá e no nordeste dos Estados Unidos, segundo a Associação de Produtores de Xarope de Bordo de Ontário

A produção de xarope de bordo é centrada no nordeste da América do Norte; entretanto, dadas as condições climáticas adequadas, pode ser feita em qualquer região onde cresçam espécies apropriadas de bordo, como na Nova Zelândia, onde há esforços para estabelecer a produção comercial.
Uma fazenda de produção de xarope de bordo é chamada de bosque açucareiro. A seiva costuma ser fervida em uma casa de açúcar (também conhecida como “cabana de açúcar”, “chalé de açúcar”, “barracão de açúcar” ou cabane à sucre), um edifício com venezianas no topo para ventilar o vapor da seiva em ebulição.
Os bordos geralmente começam a ser perfurados entre 30 e 40 anos de idade. Cada árvore pode suportar de um a três furos, dependendo do diâmetro do tronco. A árvore média produz 35 a 50 litros (9,2 a 13 USgal) de seiva por temporada, chegando a 12 litros por dia. Isso equivale a aproximadamente sete por cento de toda a sua seiva. As temporadas de perfuração tipicamente ocorrem no final do inverno e na primavera, e costumam durar de quatro a oito semanas, embora as datas exatas dependam do clima, da localização e da estação.
Durante o dia, a sacarose armazenada nas raízes durante o inverno sobe pelo tronco como seiva açucarada. Um furo é feito no tronco da árvore para permitir que a seiva flua por um espigão encaixado no orifício. Os espigões permanecem no lugar durante toda a temporada, e a seiva flui durante o dia, quando a temperatura está acima de zero grau. Alguns produtores também perfuram no outono, embora essa prática seja menos comum do que na primavera. Os bordos podem ser perfurados para coleta de seiva até ultrapassarem 100 anos de idade.
As mudanças climáticas estão impactando dramaticamente a produção de xarope de bordo. O aumento das temperaturas no final do inverno e início da primavera faz com que a temporada de coleta de seiva se desloque para o início do ano, temperaturas de verão mais elevadas provocam redução do teor de açúcar na seiva, e secas ou chuvas intensas afetam os ecossistemas florestais.

## Comércio
Até a década de 1930, os Estados Unidos produziam a maior parte do xarope de bordo do mundo. Hoje, após um rápido crescimento na década de 1990, o Canadá produz mais de 80% do xarope de bordo mundial, com cerca de 73 Kg em 2016. Dentro do Canadá, Quebec é o maior produtor, responsável por 72% da produção mundial; as exportações canadenses de xarope de bordo em 2016 somaram C$ 487 milhões (aproximadamente US$ 360 milhões), com Quebec respondendo por cerca de 90% desse total. Em 2023, o Canadá exportou US$ 376 milhões de xarope de bordo para os Estados Unidos, US$ 47,8 milhões para a Alemanha, US$ 31,6 milhões para a França e US$ 30,2 milhões para o Reino Unido, totalizando exportações para 68 países.
Desde 2022, Quebec responde por 91,6% do xarope de bordo produzido no Canadá, seguido por New Brunswick com 4,7% e Ontario com 3,4%. No entanto, 96,8% do xarope canadense exportado se originou em Quebec, enquanto 2,6% vieram de New Brunswick e os restantes 0,6% de outras províncias. Ontario possui o maior número de fazendas de xarope de bordo fora de Quebec, com 389 produtores em 2021. Em seguida vêm New Brunswick, com 114 produtores, e Nova Escócia, com 39.
Em 2016, Quebec contava com cerca de 7 300 produtores trabalhando com 13 500 fazendeiros, produzindo conjuntamente mais de 8 litros de xarope. A produção em Quebec é controlada por um sistema de gestão de oferta, com cotas concedidas pelo governo por meio da em francês: Les Producteurs et productrices acéricoles du Québec, que também mantém reservas de xarope, embora exista um mercado negro no Quebec. Em 2017, a QMSP ordenou aumento da produção de xarope de bordo para consolidar a dominância de Quebec no mercado mundial.
As províncias canadenses de Manitoba e Saskatchewan produzem xarope de bordo a partir da seiva do bordo-do-manitoba (Acer negundo). Em 2011, havia 67 produtores em Manitoba e 24 em Saskatchewan. A produtividade do bordo-do-manitoba costuma ser menos da metade da de um bordo-sacarino de tamanho semelhante. O xarope de bordo-do-manitoba apresenta sabor ligeiramente diferente do produzido com bordo-sacarino, pois contém menos açúcar e a seiva flui mais lentamente. Colúmbia Britânica abriga uma indústria crescente de açúcar de bordo utilizando a seiva do bordo-de-folha-larga (Acer macrophyllum). Em 2011, havia 82 produtores na Colúmbia Britânica.
Vermont há muito é o maior produtor dos EUA, com recorde de 9,5 milhões de litros (2,5 milhões de galões americanos) em 2022. Em 2019, liderou com mais de 2.07 millones de litros, seguido por Nova Iorque com 820000 litros e Maine com 580000 litros. Wisconsin, Ohio, New Hampshire, Michigan, Pensilvânia, Massachusetts e Connecticut também produziram quantidades comercializáveis de xarope de bordo.
O xarope de bordo também é produzido em pequena escala em alguns outros países, notadamente Japão e Coreia do Sul. Entretanto, na Coreia do Sul é tradicional consumir a seiva, chamada de gorosoe, em vez de processá-la em xarope.

## Marcação
Segundo os regulamentos canadenses de produtos de bordo, os recipientes de xarope de bordo devem incluir as palavras “xarope de bordo”, o nome da categoria de cor e a quantidade líquida em litros ou mililitros, no painel principal com fonte mínima de 1,6 mm. Se o xarope for do nível Canada Grade A, o nome da classe de cor deve aparecer no rótulo em inglês e francês. Além disso, o número de lote ou código de produção e, ou (1) o nome e endereço do estabelecimento produtor de xarope (bosque açucareiro), de embalagem ou de expedição, ou (2) o primeiro distribuidor e o número de registro do estabelecimento de embalagem, devem constar em qualquer painel de exibição que não seja a base.

## Classificação
Após um esforço do Instituto Internacional do Xarope de Bordo (IMSI) e de várias associações de produtores, tanto o Canadá quanto os Estados Unidos alteraram suas leis de classificação de xarope de bordo para torná-las uniformes. Enquanto, no passado, cada província ou estado possuía regras próprias, essas leis agora definem um sistema de classificação unificado. Foi um trabalho de vários anos, com a maior parte da finalização ocorrendo em 2014. A Agência Canadense de Inspeção de Alimentos (CFIA) anunciou na Canada Gazette em 28 de junho de 2014 que as regras de venda de xarope de bordo seriam alteradas para incluir novos descritores, a pedido do IMSI.
Em 31 de dezembro de 2014, a CFIA e, em 2 de março de 2015, o Departamento de Agricultura dos Estados Unidos (USDA) Serviço de Comercialização Agrícola emitiram normas revisadas para harmonizar as regulamentações canadenses e norte-americanas sobre a classificação de xarope de bordo, conforme segue:
- Grau A
  - Cor dourada e sabor delicado
  - Cor âmbar e sabor encorpado
  - Cor escura e sabor robusto
  - Cor muito escura e sabor intenso
- Grau de processamento
- Subpadrão

Desde que o xarope de bordo não apresente sabor estranho, tenha cor uniforme e esteja livre de turbidez e sedimentos, pode ser rotulado como um dos graus A. Se apresentar qualquer problema, não atenderá aos requisitos do Grau A, devendo ser rotulado como “grau de processamento” e não poderá ser comercializado em recipientes menores que 20 litros. Se o xarope de bordo não cumprir os requisitos do grau de processamento (incluindo um sabor relativamente característico de bordo), será classificado como subpadrão.
Este sistema de classificação foi aceito e transformado em lei pela maioria dos estados e províncias produtores de xarope de bordo, tornando-se obrigatório no Canadá em 13 de dezembro de 2016. Vermont, em um esforço para impulsionar as novas regulamentações de classificação, adotou o novo sistema em 1º de janeiro de 2014, após as mudanças serem aprovadas pelo Senado e pela Câmara dos Estados Unidos em 2013. Maine aprovou projeto de lei para entrar em vigor assim que Canadá e Estados Unidos adotassem os novos graus. Em Nova Iorque, as mudanças tornaram-se lei em 1º de janeiro de 2015. New Hampshire não exigiu aprovação legislativa e, por isso, as novas leis de classificação entraram em vigor em 16 de dezembro de 2014, com conformidade exigida a partir de 1º de janeiro de 2016.
Os graus dourado e âmbar geralmente possuem sabor mais suave do que os graus escuro e muito escuro, que são ambos escuros e apresentam sabor intenso de bordo. Os graus mais escuros de xarope são usados principalmente para culinária e panificação, embora alguns xaropes escuros especiais sejam produzidos para uso à mesa. O xarope colhido no início da temporada tende a ter cor mais clara. Com o novo sistema de classificação, a categoria do xarope de bordo depende, em última análise, de sua transmitância interna a 560 nm de comprimento de onda através de uma amostra de 10 mm. O grau dourado deve ter transmitância de 75 % ou mais, o grau âmbar de 50,0 % a 74,9 %, o grau escuro de 25,0 % a 49,9 % e o grau muito escuro abrange qualquer produto com transmitância inferior a 25,0 %.

### Antigo sistema de classificação

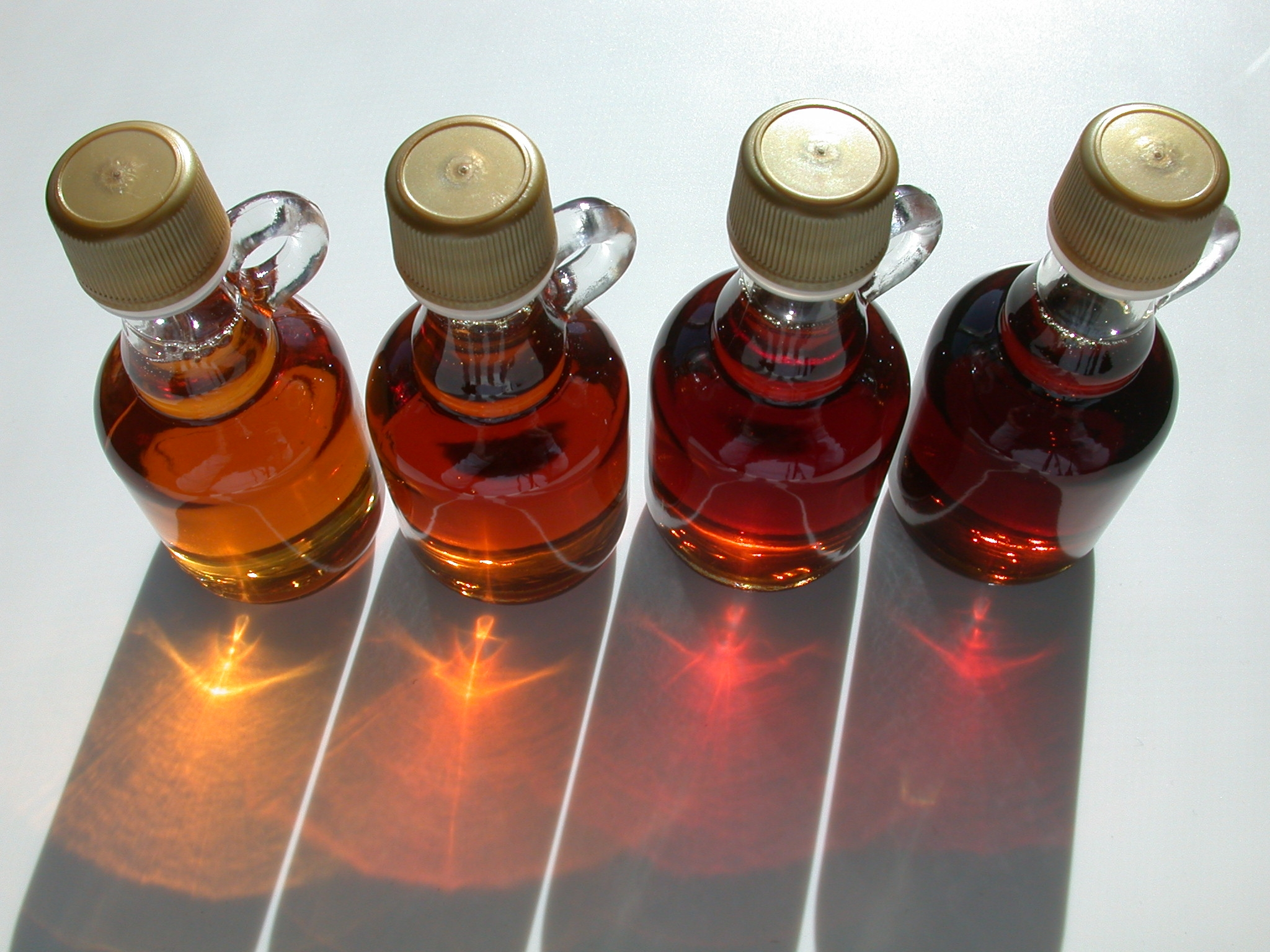
Antigos graus de xarope de bordo nos EUA, da esquerda para a direita:
Grau A Âmbar Claro ("Fancy")
Grau A Âmbar Médio
Grau A Âmbar Escuro
Grau B

No Canadá, o xarope de bordo era classificado até 31 de dezembro de 2014 pela Agência Canadense de Inspeção de Alimentos (CFIA) como um de três graus, cada um com várias classes de cor:
- Canadá nº 1, incluindo
  - Extra claro
  - Claro
  - Médio
- Nº 2 Âmbar
- Nº 3 Escuro ou qualquer outra categoria não graduada

Os produtores em Ontário ou Quebec podiam adotar diretrizes federais ou provinciais de classificação. As diretrizes de Quebec e Ontário diferiam ligeiramente das federais:
- havia duas categorias “número” em Quebec
  - Número 1, com quatro classes de cor
  - Número 2, com cinco classes de cor[85]
- Em Quebec e em Ontário, os produtores tinham dois graus “número”:
  - Número 1, com três classes de cor
  - Número 2, com uma classe de cor, geralmente denominada “Âmbar de Ontário” quando produzido e comercializado apenas nessa província[86]

A produção típica anual de um produtor de xarope de bordo é cerca de 25 a 30% de cada uma das cores do Nº 1, 10% de âmbar do Nº 2 e 2% de escuro do Nº 3.
Os Estados Unidos utilizavam padrões de classificação diferentes ⁠— ⁠alguns estados ainda os adotam enquanto aguardam regulamentação estadual. O xarope de bordo era dividido em dois graus principais:
- Grau A:
  - Âmbar claro (às vezes chamado de fancy)
  - Âmbar médio
  - Âmbar escuro
- Grau B

Em Massachusetts, o Grau B foi renomeado para “Grau A Muito Escuro, Sabor Forte”
A Agência de Agricultura, Alimentação e Mercados de Vermont utilizava um sistema de classificação de cor semelhante, aproximadamente equivalente, especialmente para xaropes mais claros, mas empregando letras: “AA”, “A” etc. O sistema de Vermont diferia do norte-americano por manter um padrão ligeiramente maior de densidade do produto (medida na Escala Baumé). New Hampshire mantinha padrão semelhante, mas sem uma escala estadual separada. O produto classificado por Vermont apresentava 0,9% a mais de açúcar e menos água em sua composição do que o classificado nos EUA. Um grau de xarope não destinado ao consumo direto em mesa, chamado comercial ou Grau C, também era produzido no sistema de Vermont.

## Regulamentações de embalagem
No Canadá, a embalagem do xarope de bordo deve seguir as condições de “Embalagem” estabelecidas nos regulamentos de produtos de bordo, ou utilizar o sistema de classificação canadense ou importado equivalente.
Como estabelecido nos regulamentos de produtos de bordo, o xarope de bordo canadense pode ser classificado como “Grau A” e “Grau de Processamento Canadense”. Qualquer recipiente de xarope de bordo nessas classificações deve estar preenchido com pelo menos 90% da capacidade da garrafa, mantendo ainda a quantidade líquida de produto declarada no rótulo. Todo recipiente de xarope de bordo deve ser novo se tiver capacidade de até 5 litros ou estiver marcado com um nome de grau. Todo recipiente de açúcar de bordo também deve ser novo se tiver capacidade inferior a 5 kg ou for exportado para fora do Canadá ou transportado de uma província a outra.
Cada produto de xarope de bordo deve ser verificado como limpo se seguir um nome de grau ou se for exportado para fora da província de fabricação.

## Nutrição
O ingrediente básico do xarope de bordo é a seiva do xilema do bordo açucareiro ou de várias outras espécies de bordo. Consiste principalmente em sacarose e água, com pequenas quantidades dos monossacarídeos glicose e frutose provenientes do açúcar invertido criado no processo de fervura.
Em uma porção de 100 g, o xarope de bordo fornece 260 calorias e é composto por 32% de água em peso, 67% de carboidratos (90% dos quais são açúcares) e quantidades insignificantes de proteína ou gordura. O xarope de bordo é geralmente pobre em micronutrientes em geral, embora manganês e riboflavina estejam em níveis elevados, acompanhados por quantidades moderadas de zinco e cálcio. Também contém traços de aminoácidos que aumentam em conteúdo conforme o fluxo de seiva ocorre.
O xarope de bordo contém uma ampla variedade de polifenols e composto orgânico volátils, incluindo vanilina, hidroxibutanona, lignanas, propionaldeído e inúmeros ácido orgânicos. Ainda não se conhece exatamente todos os compostos responsáveis pelo sabor distintivo do xarope de bordo, embora os principais compostos que contribuem para o sabor sejam a furanona de bordo (5-etil-3-hidroxi-4-metil-2(5H)-furanona), furaneol e maltol. Novos compostos foram identificados no xarope de bordo, um deles é o quebecol, um composto fenólico natural criado quando a seiva de bordo é fervida para produzir o xarope. Sua doçura deriva de um alto teor de sacarose (99% dos açúcares totais). Sua cor marrom – fator significativo na atratividade e na classificação de qualidade do xarope – desenvolve-se durante a evaporação térmica.
Um autor descreveu o xarope de bordo como “um ingrediente único, de textura suave e sedosa, com um sabor doce e distinto – toques de caramelo com nuances de toffee não são suficientes – e uma cor rara, âmbar em chamas. O sabor de bordo é, bem, sabor de bordo, exclusivamente diferente de qualquer outro.” Agricultura do Canadá desenvolveu uma “roda de sabores” que detalha 91 sabores únicos que podem estar presentes no xarope de bordo. Esses sabores são divididos em 13 famílias: baunilha, queimado, leitoso, frutado, floral, picante, estranhos (deterioração ou fermentação), estranhos (ambiente), bordo, confeitaria, vegetal (herbáceo), vegetal (floresta, húmus ou cereais) e vegetal (lenhoso). Esses sabores são avaliados usando um procedimento semelhante ao de degustação de vinhos. Outros especialistas culinários elogiam seu sabor único. Fatores ambientais, incluindo condições climáticas e tipo de solo, influenciam o sabor.
O xarope de bordo e suas diversas imitações artificiais são amplamente usados como cobertura para panquecas, waffles e rabanada na América do Norte. Também podem ser usados para dar sabor a diversos alimentos, incluindo bolinhos de fritter, sorvete, mingau, frutas frescas, bacon e salsichas. É também usado como adoçante para granola, purê de maçã, feijão cozido, batatas-doces caramelizadas, abóbora de inverno, bolos, tortas, pães, chá, café e bebidas quentes.

## Imitações
No Canadá, o xarope de bordo deve ser feito inteiramente de seiva de bordo, e o xarope deve ter densidade de 66° na escala de Brix para ser comercializado como xarope de bordo. Nos Estados Unidos, o xarope de bordo deve ser feito quase inteiramente de seiva de bordo, embora pequenas quantidades de substâncias como sal possam ser adicionadas. As leis de rotulagem proíbem que xaropes imitação tenham “maple” em seus nomes, a menos que o produto final contenha 10% ou mais de xarope de bordo natural.
Os xaropes de mesa (também conhecidos como xarope de panqueca e xarope de waffle) são frequentemente usados como substitutos do xarope de bordo. Os xaropes de mesa são em sua maioria produzidos com xarope de milho e xarope de milho com alto teor de frutose, conferindo-lhes um sabor menos complexo e mais artificial em comparação ao xarope de bordo. Nos Estados Unidos, os consumidores geralmente preferem xaropes imitação, provavelmente devido ao custo significativamente mais baixo e ao sabor mais doce; costumam custar cerca de 8 $ USD, enquanto o xarope de bordo autêntico custa 40 a 60 $USD em 2015.
Em 2016, produtores de xarope de bordo de nove estados dos EUA solicitaram à Administração de Alimentos e Medicamentos (FDA) que regulamentasse a rotulagem de produtos contendo xarope de bordo ou usando a palavra “maple” em produtos manufaturados, alegando que os produtos de imitação continham quantidades insignificantes de xarope natural. Em setembro de 2016, a FDA publicou um alerta ao consumidor para inspecionar cuidadosamente a lista de ingredientes de produtos rotulados como “maple”.

## Significado cultural

O motivo na Bandeira do Canadá é uma folha de bordo.

Os produtos de bordo são considerados emblemáticos do Canadá e são frequentemente vendidos em lojas de souvenirs e aeroportos como lembranças do país. A folha do bordo açucareiro tornou-se um símbolo do Canadá e está representada na bandeira do país. Vários estados dos EUA, incluindo Virginia Ocidental, Nova York, Vermont e Wisconsin, têm o bordo açucareiro como sua árvore estadual. Uma cena de coleta de seiva está representada no quarto da série comemorativa dos 50 estados de Vermont, emitido em 2001.
O xarope de bordo e o açúcar de bordo foram usados durante a Guerra Civil Americana e por abolicionistas nos anos anteriores à guerra, pois a maior parte do açúcar de cana e da melaço era produzida por escravos do Sul. Devido ao racionamento de alimentos durante a Segunda Guerra Mundial, as pessoas no nordeste dos Estados Unidos foram incentivadas a estender suas cotas de açúcar adoçando alimentos com xarope e açúcar de bordo, e livros de receitas foram publicados para ajudar as donas de casa a empregar essa fonte alternativa.

### Obras citadas
- Ciesla, William M (2002). Non-wood Forest Products from Temperate Broad-leaved Trees. [S.l.]: Food and Agriculture Organization of the United Nations. ISBN 978-92-5-104855-9
- Eagleson, Janet; Hasner, Rosemary (2006). The Maple Syrup Book. [S.l.]: The Boston Mills Press. ISBN 978-1-55046-411-5
- Elliot, Elaine (2006). Maple Syrup: Recipes from Canada's Best Chefs. [S.l.]: Formac Publishing Company. ISBN 978-0-88780-697-1
- Taylor, Steve (2011). Advances in Food and Nutrition Research. 56. [S.l.]: Academic Press. ISBN 9780080922355